# Jean Lefebvre
Jean Lefebvre (ur. 3 października 1919 w Valenciennes, zm. 9 lipca 2004 w Marakeszu) – francuski aktor filmowy, komik, który w ciągu trwającej blisko pół wieku kariery wystąpił w około 100 filmach.
Polskim widzom najbardziej znany jest z roli żandarma Fougasse’a z serii popularnych komedii z Louisem de Funesem w roli głównej. Lefebvre wystąpił w 4 pierwszych częściach tego cyklu: Żandarm z Saint-Tropez (1964), Żandarm w Nowym Jorku (1965), Żandarm się żeni (1968) i Żandarm na emeryturze (1970). U boku de Funesa pojawił się także w komediach: Piękna Amerykanka (1961), Pozwolenie na zemstę (1962), Światło księżyca w Maubeuge (1962), Dżentelmen z Epson (1962), Szczęściarze (1962), Napad na bank (1963), Mysz domowa (1964), Wielki pan (1965).
Sporą popularność zyskał także występem w innym filmowym cyklu, były to komedie: Gdzie się podziała siódma kompania? (1973), Odnaleźliśmy siódmą kompanię (1975) i Siódma kompania w świetle księżyca (1977)
Pojawił się również w tak wybitnych filmach jak: I Bóg stworzył kobietę (1956; reż. Roger Vadim) czy Przedział morderców (1965; reż. Costa-Gavras).
Lefebvre był pięciokrotnie żonaty. Z tych związków miał pięcioro dzieci.
Zmarł na zawał serca podczas wakacji w Maroku. Miał 84 lata.